# Budesónida
La budesónida es un medicamento glucocorticoide, de la familia de los corticosteroides, disponible como inhalador, píldora, aerosol nasal, solución para nebulizar y formas rectales. En su forma inhalada, se utiliza para el tratamiento a largo plazo del asma y de la enfermedad pulmonar obstructiva crónica, mientras que como aerosol nasal está indicada para la rinitis alérgica y la poliposis nasal. Las demás formas de administración de la budesónida antes citadas pueden utilizarse para el tratamiento de la enfermedad inflamatoria intestinal, la enfermedad de Crohn, la colitis ulcerosa y la colitis microscópica.
Los efectos secundarios más comunes en su forma inhalada incluyen infecciones respiratorias, tos y dolores de cabeza, mientras que la budesónida en píldoras puede provocar cansancio, vómitos y dolores en las articulaciones. Los efectos adversos más graves pueden incluir mayor exposición a infecciones, perforación nasal y graves dificultades para respirar. El uso a largo plazo de las píldoras de budesónida puede causar insuficiencia adrenal y detener su consumo de forma repentina puede ser peligroso. Por su parte, inhalada no entraña riesgos (generalmente) durante el embarazo.
La budesónida se patentó en 1973 y su comercialización comenzó en 1981 como medicamento para el asma. Está en la lista de medicamentos esenciales de la Organización Mundial de la Salud, donde se recogen los medicamentos que todo sistema de salud básico debería tener. También está disponible como medicamento genérico. En los países en vías de desarrollo, el precio al por mayor de un inhalador de 200 dosis era de entre 5 y 7 dólares estadounidenses (USD) en 2014 y es un medicamento sufragado por los sistemas públicos de salud europeos; sin embargo, en Estados Unidos su precio es mucho mayor y el precio de un mes de tratamiento oscilaba entre los 100 y 200 USD en 2015.

## Estereoquímica
| Budesónida (2 estereoisómeros) | Budesónida (2 estereoisómeros) |
| ------------------------------ | ------------------------------ |
| (22R)-configuración            | (22S)-configuración            |

## Farmacodinámica
Budesonida es ampliamente metabolizada al primer paso. Tiene eficacia en el íleon terminal y el colon ascendente. La budesonida comparativamente a prednisolona tendría menor perdida de densidad ósea y a diferencia de otros corticosteroides ejerce poca influencia en el eje hipotalámico-hipofisario-adrenal. En general, tiene poca incidencia en las manifestaciones sistémicas comparado con otros medicamentos afines.

## Inhalación oral de budesónida
La budesónida se utiliza para evitar la dificultad para respirar, opresión en el pecho, sibilancia y tos ocasionada por asma. El polvo de budesónida para inhalación oral se usa en adultos y niños mayores de 6 años. La suspensión de budesónida (líquido) para inhalación oral se usa en niños de 12 meses a 8 años de edad. La budesónida disminuye la hinchazón e irritación en las vías respiratorias y así permite una respiración más fácil.

## Reacciones adversas
Budesónida puede provocar:
- Irritación o ardor nasal.

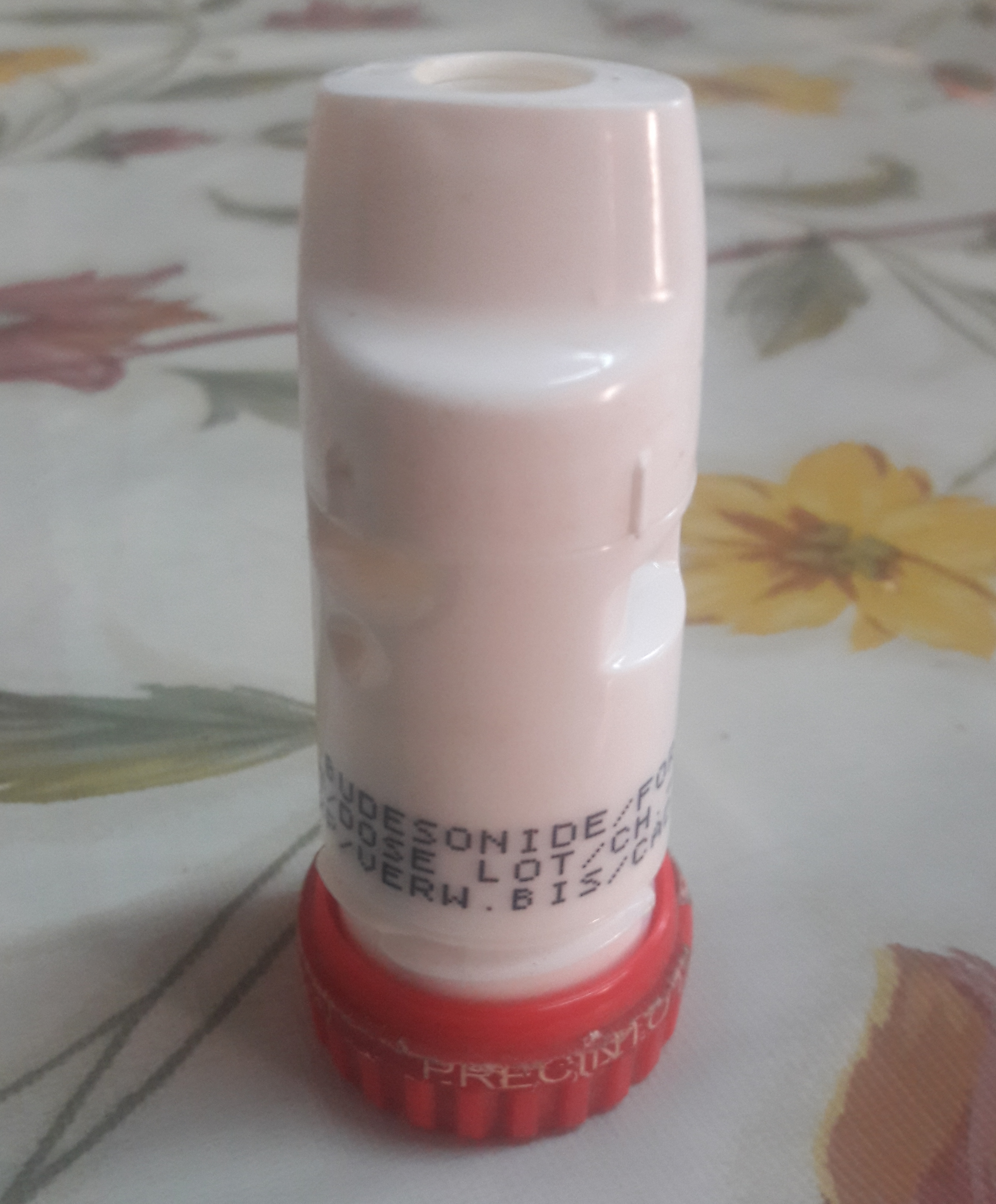
Inhalador para un polvo a base de budesónida y formoterol

- Hemorragia o escoriaciones de fosas nasales (uso vía nasal).
- Dolor estomacal.
- Tos.
- Carraspera (a modo de laringitis).
- Sequedad de boca.
- Rash.
- Picazón de garganta.
- Mal gusto.
- Cambios en la coloración del mucus.

Además la siguiente sintomatología debiera informarse inmediatamente:
- Dificultad para respirar o hinchamiento de la cara.
- Perforación del tabique nasal con uso vía nasal, aunque es extremadamente raro.[8]
- Manchas blancas en la garganta, boca o nariz.
- Trastornos menstruales.
- Acné grave.
- A veces, cambios de conducta —cuando aparecen, afectan principalmente a los niños.